# Джексон (Небраска)
Джексон (англ. Jackson) — селище (англ. village) в США, в окрузі Дакота штату Небраска. Населення — 207 осіб (2020).

## Географія
Джексон розташований за координатами 42°26′53″ пн. ш. 96°34′17″ зх. д. / 42.44806° пн. ш. 96.57139° зх. д. (42.448167, -96.571302).  За даними Бюро перепису населення США в 2010 році селище мало площу 1,17 км², уся площа — суходіл.

## Демографія
Згідно з переписом 2010 року, у селищі мешкали 223 особи в 85 домогосподарствах у складі 62 родин. Густота населення становила 191 особа/км².  Було 90 помешкань (77/км²).
Расовий склад населення:
| - 87,9 % — білих - 3,1 % — вихідців з тихоокеанських островів - 2,2 % — азіатів - 0,9 % — корінних американців - 3,1 % — осіб інших рас |

До двох чи більше рас належало 2,7 %. Частка іспаномовних становила 5,4 % від усіх жителів.
За віковим діапазоном населення розподілялося таким чином: 28,3 % — особи молодші 18 років, 56,0 % — особи у віці 18—64 років, 15,7 % — особи у віці 65 років та старші. Медіана віку мешканця становила 36,6 року. На 100 осіб жіночої статі у селищі припадало 93,9 чоловіків;  на 100 жінок у віці від 18 років та старших — 95,1 чоловіків також старших 18 років.
Середній дохід на одне домашнє господарство  становив 69 742 долари США (медіана — 58 250), а середній дохід на одну сім'ю — 80 862 долари (медіана — 67 500). За межею бідності перебувало 6,2 % осіб, у тому числі 10,0 % дітей у віці до 18 років та 4,7 % осіб у віці 65 років та старших.
Цивільне працевлаштоване населення становило 117 осіб. Основні галузі зайнятості: освіта, охорона здоров'я та соціальна допомога — 29,9 %, роздрібна торгівля — 16,2 %, виробництво — 11,1 %, науковці, спеціалісти, менеджери — 9,4 %.